# Бурдж-эль-Араб
«Бурдж-эль-Ара́б» (араб. برج العرب‎, буквально «Башня арабов») — отель в Дубае, самом крупном городе Объединённых Арабских Эмиратов. Здание стоит в море на расстоянии 280 метров от берега на искусственном острове, соединённом с землёй при помощи моста. Имея высоту 321 м, был самым высоким отелем в мире до возведения отеля Башня Розы высотой 333 м, который открылся в апреле 2008 года. В 2013 году Бурдж-эль-Араб занимал 5 место среди самых высоких отелей в мире, хотя 39 % его общей высоты составляют незанятые помещения. По состоянию на 2015 год Бурдж-эль-Араб является 56-м по высоте зданием Азии и 70-м по высоте в мире.
Строительство отеля началось в 1994 году, для посетителей он открылся 1 декабря 1999 года. Отель был построен в виде паруса дау, арабского судна (поэтому в просторечии отель часто называется «Парус»). На высоте 210 метров находится вертолётная площадка, а с другой стороны — ресторан «Эль-Мунтаха» (с арабского «Высочайший»), оба поддерживаются консольными балками.

## Местоположение
Пляжная зона, где расположены Бурдж-эль-Араб и Джумейра-Бич-отель, ранее называлась Джумейра. Отель расположен на искусственном острове в 280 метрах от берега бывшего отеля Чикаго-Бич-отель. Название места берёт свое начало от Chicago Bridge & Iron Company, которая когда-то соорудила гигантские плавучие резервуары для хранения нефти.

## Проектирование
Бурдж-эль-Араб был разработан многопрофильной консалтинговой компании Atkins во главе с архитектором Томом Райтом, который с тех пор стал соучредителем WKK Architects. Проектирование и строительство осуществлялись канадским инженером Риком Грегори из WS Atkins. Бурдж-эль-Араб очень похоже на башню Васко да Гама, расположенную в Лиссабоне (Португалия). Строительство острова началось в 1994 году, а в строительстве участвовало до 2000 строителей. Он был построен для того, чтобы башня напоминала вздымающийся парус спинакера на яхте класса J. Два «крыла» растягиваются в форме буквы V, образуя огромную «мачту», а пространство между ними заключено в массивный атриум. Архитектор Том Райт сказал: "Клиент хотел здание, которое стало бы знаковым или символическим зданием для Дубая; это очень похоже на Сидней с его оперным театром, Лондон с Биг Беном или Париж с Эйфелевой башней. Это должно было быть здание, которое станет синонимом названия города.
Компания Fletcher Construction из Новой Зеландии была ведущим партнёром на начальных этапах предпроектного строительства. Отель был построен южноафриканским строительным подрядчиком Murray & Roberts и Al Habtoor Engineering, а внутренние работы были выполнены компанией Depa из ОАЭ.
Здание открылось в декабре 1999 года.
Вертолетная площадка отеля была спроектирована ирландским архитектором Ребеккой Гернон, которая работала в составе команды Atkins, а затем основала собственную компанию по архитектуре и дизайну интерьеров (Serendipity By Design) со штаб-квартирой в Дубае и с офисами в Маниле и Дублине.

## Описание
Холл отеля состоит из двух этажей. На первом этаже производится регистрация проживающих в отеле, на втором этаже холла расположены магазины и кафе, а также коридор, ведущий к скоростным лифтам. В холле коридора, на полу, имеется уникальная мозаика. Подъём на второй этаж осуществляется с помощью эскалаторов, расположенных с правой стороны холла. Рядом с эскалаторами в стене вмонтированы аквариумы, а между ними находится ступенчатый струйный фонтан с подсветкой.
В Бурдж-эль-Арабе самый высокий атриумный вестибюль в мире (180 метров). В Бурдж-эль-Арабе нет обычных комнат; он разделён на 202 двухэтажных номера. Самый маленький занимает 169 м², а самый большой — 780 м². Это один из самых дорогих отелей в мире. Цена за ночь в стандартном и улучшенном номере варьируется от 1000 до 15 000 долларов, а цена ночи в «Royal Suite» — около 28 000. Информация о том, сколько средств было потрачено на строительство отеля, не разглашается.
Отель характеризует себя как семизвёздочный, но это является гиперболой, поскольку у всех систем рейтинга отелей максимальный ранг составляет 5 звёзд. Согласно официальному сайту, Бурдж-эль-Араб — пятизвёздочный делюкс.
В интерьере Бурдж-эль-Араба было использовано около 8000 м² 22-каратного сусального золота. Все номера оборудованы современной техникой и предлагают высочайший уровень комфорта; особенность всех номеров — панорамные окна во всю стену, открывающие вид на море.
Один из ресторанов отеля, «Эль-Мунтаха», находится на высоте 200 м над Персидским заливом, и с него открывается вид на город Дубай. Подъём на него производится панорамным лифтом. Другой ресторан, «Эль-Махара» (с арабского — «Устрица»), в который посетителей доставляют на судне, имитирующем подводную лодку, содержит огромный аквариум с морской водой вместимостью более миллиона литров. Стенки бака сделаны из плексигласа (для снижения увеличительного эффекта) толщиной около 18 см. Этот ресторан, по оценке журнала Conde Nast Traveler, является одним из лучших ресторанов мира.

## Услуги
В отеле есть трансфер с Rolls-Royces и вертолетом, а также частный пляж.

## Рейтинг
Burj Al Arab — это пятизвездочный отель, высший официальный рейтинг. Хотя отель иногда ошибочно называют «единственным в мире „семизвездочным“ отелем», руководство отеля утверждает, что никогда не делало этого сами. Термин появился из-за британского журналиста, который посетил отель на экскурсии до того, как отель был официально открыт.